# Джафар Шариф-Емамі
Джафар Шариф-Емамі (перс. جعفر شریفامامی; 9 вересня 1910 — 16 червня 1998) — іранський державний і політичний діяч, двічі очолював уряд країни.

## Життєпис
Навчався в Німеччині. 1930 року повернувся на батьківщину та влаштувався майстром на будівництві Трансіранської залізниці. Паралельно здобув інженерну освіту в галузі електротехніки. Пізніше підвищував кваліфікацію у Швеції.
Під час окупації Ірану 1943 року внаслідок того, що Шариф-Емамі навчався у Німеччині, він був заарештований як потенційний диверсант. Після закінчення Другої світової війни отримав пост генерального директора Агентства зі зрошування. У червні 1950 очолив міністерство транспорту . Після вбивства прем'єр-міністра Хаджа Алі Размари перейшов в опозицію до нового голови уряду Мохаммеда Мосаддика.
Від 1953 до 1955 року очолював управління панування. Після цього був сенатором. 1957 року очолив міністерство промисловості. 1960 року Шариф-Емамі вже сам очолив уряд. Вийшов у відставку вже наступного року через загальнонаціональний страйк, спричинений фальсифікаціями на парламентських виборах. Від 1964 до 1978 року був головою Сенату й головою фонду Пахлаві. Під його керівництвом Фонд суттєво розширив свою господарську діяльність, здійснюючи масштабні інвестиції в промислові підприємства, готелі й казино. Однак самого Шарифа-Емамі постійно підозрювали в корупції, пов'язаній з укладенням державних контрактів та інвестиціями. В опозиційній пресі за ним закріпилось негативне прізвисько «Містер 5 відсотків».
У серпні 1978 року йому доручили формування уряду «національного примирення»: країна повернулась до використання ісламського календаря, були амністовані опозиціонери, близькі до духовенства. При цьому було підвищено зарплатню державним службовцям, що мало компенсувати інфляційні втрати. Однак політична й економічна криза в країні загострювались. Почались масові демонстрації з закликами повалення шаха та створення ісламської держави на чолі з аятолою Хомейні. У зв'язку з цим невдовзі уряд Шарифа-Емамі вийшов у відставку.
Після перемоги Ісламської революції жив в еміграції в Нью-Йорку, де й помер.